# Reinhard Börger
Reinhard Börger (* 2. November 1913 in Nieder-Ohmen; † 30. Mai 1972) war ein hessischer Politiker (SPD) und Abgeordneter des Hessischen Landtags.

## Ausbildung und Beruf
Reinhard Börger machte nach dem Abschluss der Volksschule eine Lehre als Schriftsetzer. Zwischen 1935 und 1945 war er Soldat. Ab 1945 arbeitete er beim Landratsamt in Gießen, dort ab 1946 als Leiter der Bezirksfürsorgestelle. Nach einem Abschluss der ersten und zweiten Verwaltungsprüfung arbeitete er ab 1952 für das Land Hessen.

## Politik
Reinhard Börger war Mitglied der SPD und dort Vorsitzender der SPD Kreis Alsfeld. Seit 1952 war Börger Mitglied der Gemeindevertretung und des Kreistages. Vom 1. Dezember 1954 bis zum 30. November 1970 war er Mitglied des Hessischen Landtags. 1959, 1964 und 1969 war Reinhard Börger Mitglied der Bundesversammlung.